# Текеян, Вартан
Вартан Текеян (5 марта 1921 года, Адана, Турция — 12 апреля 1999 года, Тегеран, Иран) — епископ Армянской католической церкви, епископ Исфахана с 6 декабря 1972 года по 12 апреля 1999 год. Член монашеской конгрегации Бзоммарский институт патриаршего духовенства.

## Биография
Родился 5 марта 1921 года в городе Адана, Турция. Вступил в члены монашеской конгрегации «Бзоммарский институт патриаршего духовенства». 1 января 1944 года был рукоположен в священника. 6 декабря 1972 года Римский папа Павел VI назначил Вартана Текеяна епископом Исфахана. 25 февраля 1973 года состоялось рукоположение Вартана Текеяна в епископа, которое совершил армянский патриарх Игнатий Бедрос XVI Батанян в сослужении с архиепископом Алеппо Георгием Лайеком и епископом Александрии Рафаэлем Баяном.
С 1995 года по 1999 год был председателем Конференции католических епископов Ирана.
Скончался 12 апреля 1999 года в Тегеране, Иран.